# Stephen Buer
Stephen Buer (Acra, Ghana, 22 de octubre de 2002) es un futbolista ghanés que actualmente juega en el Club de Fútbol Fuenlabrada Promesas Madrid 2021 de la Tercera División RFEF como mediocentro y alterna participaciones con el primer equipo del Club de Fútbol Fuenlabrada.

## Trayectoria
Stephen se formó en las categorías inferiores del CD Leganés con el que llegó a formar parte del juvenil de División de Honor.
En la temporada 2018-19, firma por el Dux Internacional de Madrid de la Segunda División B de España, con el que sólo jugaría un encuentro en la primera jornada de liga frente al Real Club Deportivo Fabril y otro de Copa del Rey.
En enero de 2019, regresa al CD Leganés para jugar en el Club Deportivo Leganés "B" de la Tercera División de España.
En julio de 2019, firma por el Alcobendas Sport de la Tercera División de España, en el que jugaría durante la temporada 2019-20. 
En la temporada 2020-21, sigue en el conjunto de Alcobendas, renombrado como Club Deportivo Básico Paracuellos Antamira en la Tercera División de España.
En la temporada 2021-22, tras realizar la pretemporada con el primer equipo del Club de Fútbol Fuenlabrada, es asignado al Club de Fútbol Fuenlabrada Promesas Madrid 2021 de la Tercera División RFEF.
El 16 de agosto de 2021, hizo su debut con el Club de Fútbol Fuenlabrada en la Segunda División de España, en un encuentro que acabaría por derrota por un gol a dos frente al CD Tenerife. Stephen entró al campo en el minuto 85 del encuentro.
Durante el resto de la temporada, tendría participaciones con el primer equipo, disputando minutos frente a la Málaga CF, CD Leganés y UD Las Palmas, entre otros.

## Clubes
| Club                                            | País   | Año       |
| ----------------------------------------------- | ------ | --------- |
| Dux Internacional de Madrid                     | España | 2018      |
| Club Deportivo Leganés "B"                      | España | 2019      |
| Alcobendas Sport                                | España | 2019-2020 |
| Club Deportivo Básico Paracuellos Antamira      | España | 2020-2021 |
| Club de Fútbol Fuenlabrada Promesas Madrid 2021 | España | 2021-Act. |
| Club de Fútbol Fuenlabrada                      | España | 2021-Act. |